# Когорта (биология)
Когорта (лат. cohors) — неосновной таксономический ранг в биологической систематике, стоящий в иерархии систематических категорий ниже класса и выше отряда.
В некоторых случаях применяются производные ранги:
- надкогорта,
- подкогорта.

Ранг когорты используется в основном в классификации млекопитающих МакКенны и Белл. Часто когорта используется в научной классификации о рыбах.

## Примеры употребления
- У МакКенны и Белл магнотряд Эпитерии (Epitheria), наряду с магнотрядом Ксенартры (Xenarthra) относится к когорте Плацентарные (Placentalia).
- У Симпсона отряды Насекомоядные (Eulipotyphla) (включающий Прыгунчиковые), Шерстокрылы (Dermoptera), Рукокрылые (Chiroptera), Приматы (Primates) (включающий Тупайевые), Неполнозубые (Pilosa) и Панголины (Pholidota) относятся к когорте Unguiculata.